# 제이컵 브라운
제이컵 제닝스 브라운(Jacob Jennings Brown, 1775년 5월 9일 – 1828년 2월 24일)은 1812년 전쟁에서 활약한 미합중국의 군인이다. 그 전쟁동안 북쪽 국경의 성공적인 공략은 그를 일약 영웅으로 만들었다. 1821년 그는 미합중국 총사령관으로 임명되었으며, 그가 죽을 때까지 그 지위를 유지했다.

## 어린 시절
제이콥 제닝스 브라운은 펜실베이니아 주, 벅스 군에서 새뮤얼과 애비 화이트 브라운의 아들로 태어났다. 그의 중간 이름은 웨스트 저지의 부지사를 지냈으며, 이후 18세기 초반에 펜실베이니아의 장군이된 새뮤얼 제닝스의 후손인 할머니를 기리기 위해 붙여졌다.
퀘이커로 성장을 했으며, 1790년에 펜실베이니아 대학교를 졸업한다. 학교에서 교편을 잡다가, 1798년에 뉴욕 업스테이트로 이주를 하게 된다. 그곳에서 블랙 강에서 개척민과 지주로 지내며, 다른 개척민들이 그 지역을 개척하는데 도움을 주었다. 그와 그의 가족은 방앗간과 상점을 차렸으며, 도로를 내고 블랙 강 하구에 항해를 원활하게 했다.

## 지명
아래의 군과 타운, 기관들이 제이콥 제닝스 브라운의 이름을 따서 지었다.
- 브라운 군, 오하이오주
- 브라운 군, 인디애나주
- 브라운즈타운, 인디애나주
- 브라운 군, 일리노이주
- 브라운 군, 위스콘신주
- 브라운빌 (마을), 뉴욕주
- 브라운빌 (타운), 뉴욕주
- 브라운즈빌, 테네시주
- 브라운 타운쉽, 펜실베이니아주 라이커밍 군